# Bo Carpelan
Bo Gustaf Bertelsson Carpelan (Helsínquia, 25 de outubro de 1926 - Esbo, 11 de fevereiro de 2011) foi um escritor, tradutor e crítico literário finlandês de expressão sueca. Ele publicou seu primeiro livro de poemas em 1946 - Som en dunkel värme. Foi igualmente um brilhante escritor em prosa, conhecido pelo seu romance Axel (1987) e pela sua obra infanto-juvenil Julius Blom - ett huvud for sig (1982).

## Prémios e distinções
- 1961 - Prémio Literário do Svenska Dagbladet
- 1977 - Prémio Literário do Conselho Nórdico
- 1993 - Prémio Finlandia
- 1995 - Grande Prémio dos Nove (De Nios Stora Pris)
- 1997 - Prémio Nórdico da Academia Sueca
- 1998 - Prémio Pilot
- 2005 - Prémio Finlandia